# Prométheusz (titán)
Prométheusz (ógörögül Προμηθεύς, „előrelátó”) egyik legjelentősebb görög mitológiai alak, a titánok egyike. Prométheusz lopta el a tüzet az istenektől, teremtményei, az emberek számára. A furfangos Prométheuszt – neve előrelátót jelent – a tűz elhozatala, a mesterségek ismeretének tanítása miatt a civilizáció atyjának tekintik. A haragvó Zeusz büntetéséül a Kaukázus sziklájához láncoltatta, ahol egy sas marcangolta mindennap a másnapra újra visszanövő máját. Végül a sast lelőve Zeusz fia, Héraklész szabadította ki.
Iapetosz és Themisz (Hésziodosz szerint Klümené) fia, Atlasz, Menoitiosz és Epimétheusz testvére.   

## Története
Prométheusz volt a legravaszabb testvérei közül, és nem tisztelte az isteneket. Zeusz őt és Epimétheuszt bízta meg azzal, hogy teremtsenek lényeket, melyek benépesítik a földet. Epimétheusz teremtette az állatokat, Prométheusz pedig az istenek képmására az embert, de olyan sokáig foglalkozott vele, hogy mire elkészült, Epimétheusz az összes előnyös tulajdonságot elhasználta az állatok teremtésénél. Prométheusznak megesett a szíve esendő teremtményein, és úgy döntött, nekik adja a tüzet, ami addig csak az istenek tulajdona volt, hogy az ember az állatok fölé emelkedhessen. Prométheusz az Olümposzon Héphaisztosztól kapta a mesterségbeli tudás ismeretét, a tüzet a kovácsműhelyéből lopta el, s egy üres édeskömény szárban sikerült levinnie a földre az embereknek.
Zeusz erre megharagudott, büntetésül elvette a tüzet az emberektől, hogy sötétségben éljenek és nyersen egyék a húst. Prométheusz – hogy Zeuszt kiengeszteljék – azt javasolta az embereknek, hogy mutassanak be áldozatot az isteneknek, és erre a célra megölt egy bikát. Mikor azonban az istenek megérezték a sülő hús illatát, Prométheusz újra kicselezte őket: két tálra tette az elkészült ételt, a húst elrejtette csontok és inak alá (hogy a hús majd az embereknek maradjon), míg a csontok nagy részét zsírral takarta el, és megkérte Zeuszt, válasszon közülük. Zeusz sejtette, hogy csel van a dologban, de mégis azt a tálat választotta, amelyiken a zsírral takart csontok voltak. Mikor rájött a csalásra, éktelen haragra gerjedt, és büntetést szánt nemcsak az embereknek, de a hazug titánnak is.
Hogy bosszút álljon, Zeusz megbízta Héphaisztoszt, hogy hozza létre Pandórát, az első asszonyt, aki később az összes bajt rászabadította az emberiségre. Prométheusz korábban már figyelmeztette lassú észjárású bátyját, Epimétheuszt, hogy ne fogadjon el semmiféle ajándékot Zeusztól, de őt annyira megbabonázta Pandóra szépsége, hogy feleségül vette. Pandóra az istenektől egy tárolódobozt kapott, amibe előzőleg mindenféle bajt, betegséget, gonosz szellemet bezártak, és azt mondták neki, nem szabad kinyitnia a dobozt. Ő azonban nem tudta legyőzni kíváncsiságát, így mindenféle baj rázúdult az emberiségre, és mire sikerült becsuknia, már csak a Remény maradt a dobozban. Így büntette meg Zeusz az emberiséget, akik addig ezeket a bajokat hírből sem ismerték.
Magát Prométheuszt Zeusz azzal büntette, hogy a Kaukázus hegyén egy sziklához láncoltatta, ahol egy Ethon nevű óriási sas mindennap a máját marcangolta, ami másnap újra visszanőtt. Zeusz úgy tervezte, ez harmincezer évig fog tartani, de harminc évvel később Héraklész, miközben tizenkét feladata közül a tizenegyediket végezte (almát szerzett a Heszperidák kertjéből) lelőtte a sast és kiszabadította Prométheuszt. Zeusz ezúttal nem bánta, hogy Prométheusz megmenekült, mert a tett dicsőséget hozott Héraklésznak, aki Zeusz fia volt. Prométheusz visszatérhetett az Olümposzra.
Prométheuszt a tűz elhozatala, a mesterségek ismeretének tanítása és az áldozatbemutatás gyakorlatának bevezetése miatt a civilizáció atyjának tekintették. Elképzelhető, hogy kultusza még a Római Birodalom idején is létezett.
Prométheusz fia volt Deukalión, az emberiség ősapja az özönvíz után. Gyermeke született Kelainó pleiasztól is, Khimaireusz.

## Alakja a művészetben
- Aiszkhülosz: A leláncolt Prométheusz (tragédia)
- Ludwig van Beethoven: Die Geschöpfe des Prometheus (Prométheusz teremtményei), balett 2 részben.
- Ludwig van Beethoven: Prométheusz-nyitány, op. 43.
- Johann Wolfgang von Goethe költeménye
- George Byron költeménye
- Percy Bysshe Shelley: A megszabadított Prométheusz (drámai költemény)
- Liszt Ferenc szimfonikus költeménye
- Gabriel Fauré operája, 1900
- Alekszandr Nyikolajevics Szkrjabin szimfonikus költeménye op. 60 (1910).
- Horváth István: Eloldott Prométheusz (1963)
- Carl Orff operája, 1968
- André Gide: Rosszul láncolt Prométheusz (1971)
- Mesterházi Lajos: A Prométheusz-rejtély (1973) című regénye
- Peter Paul Rubens festménye: Leláncolt Prométheusz
- Jacob Jordaens festménye: A leláncolt Prométheusz
- Dirck van Baburen festménye: Vulcanus leláncolja Prométheuszt
- Heinrich Füger festménye: Prométheusz tüzet hoz az embereknek
- Reinhold Begas szobra: Prométheusz
- Varga Imre Prométheusz-szobra
- Jankovics Marcell: Prometheus (1992)

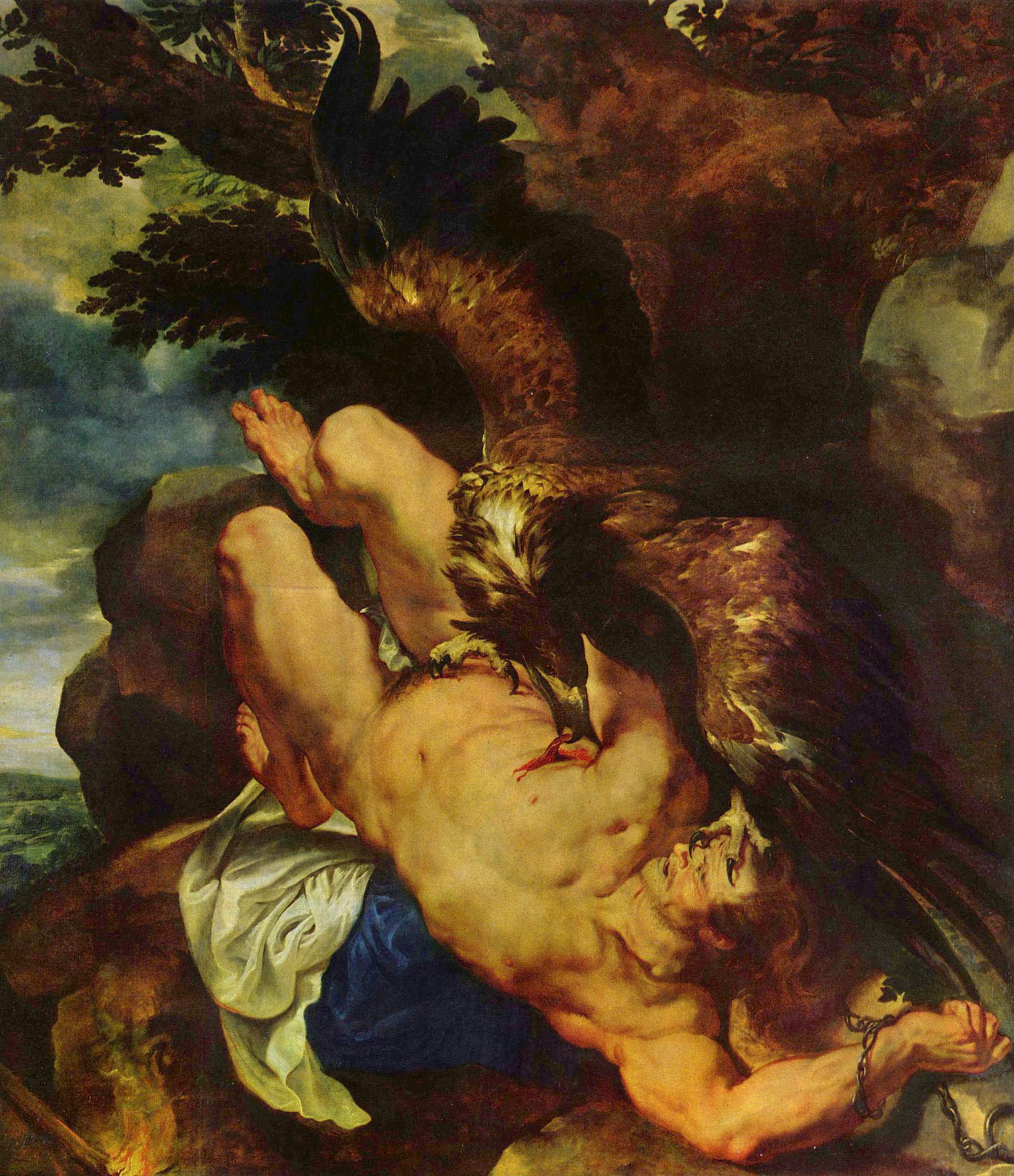
Rubens: Leláncolt Prométheusz
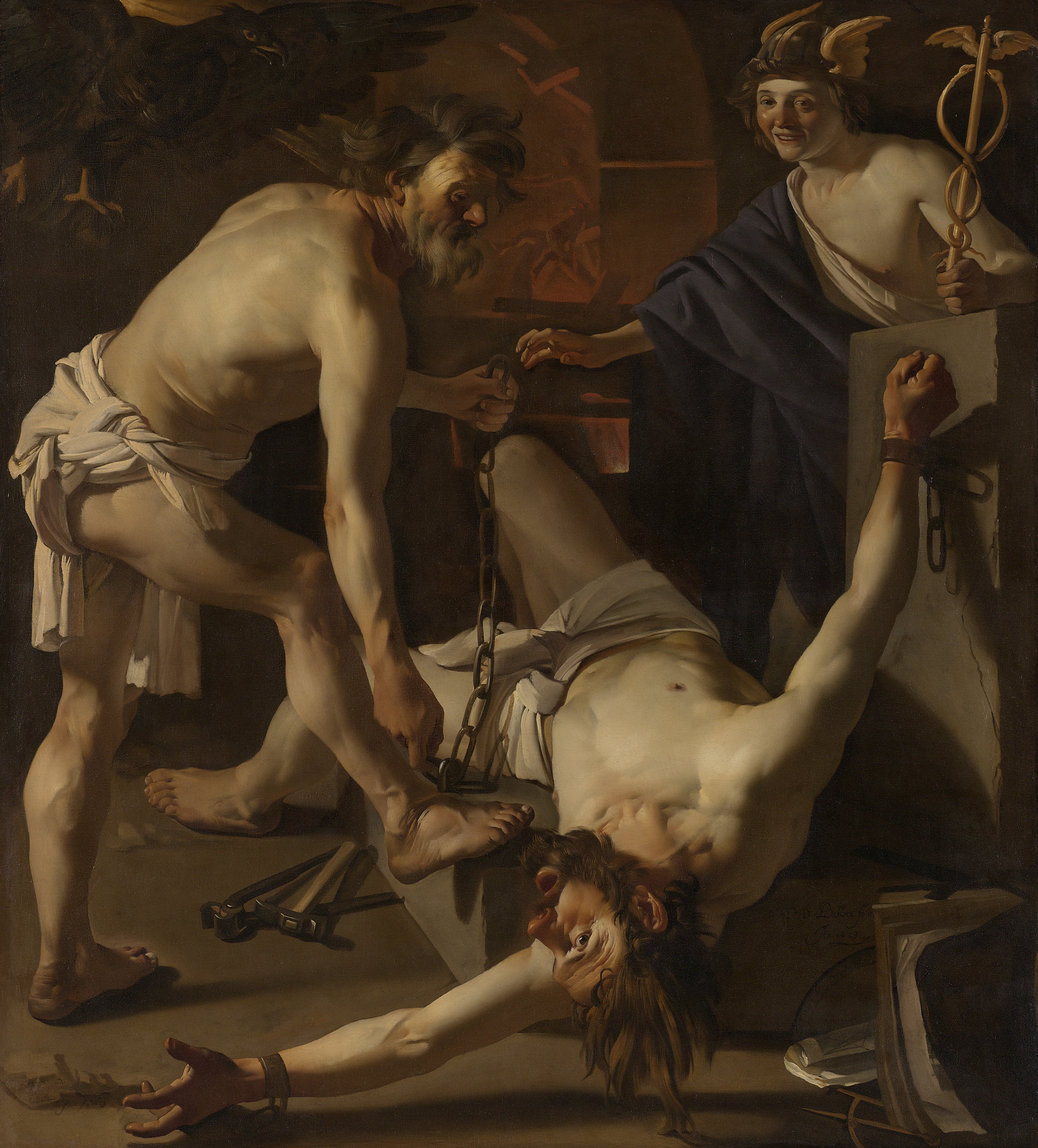
Dirck van Baburen: Vulcanus leláncolja Prométheuszt
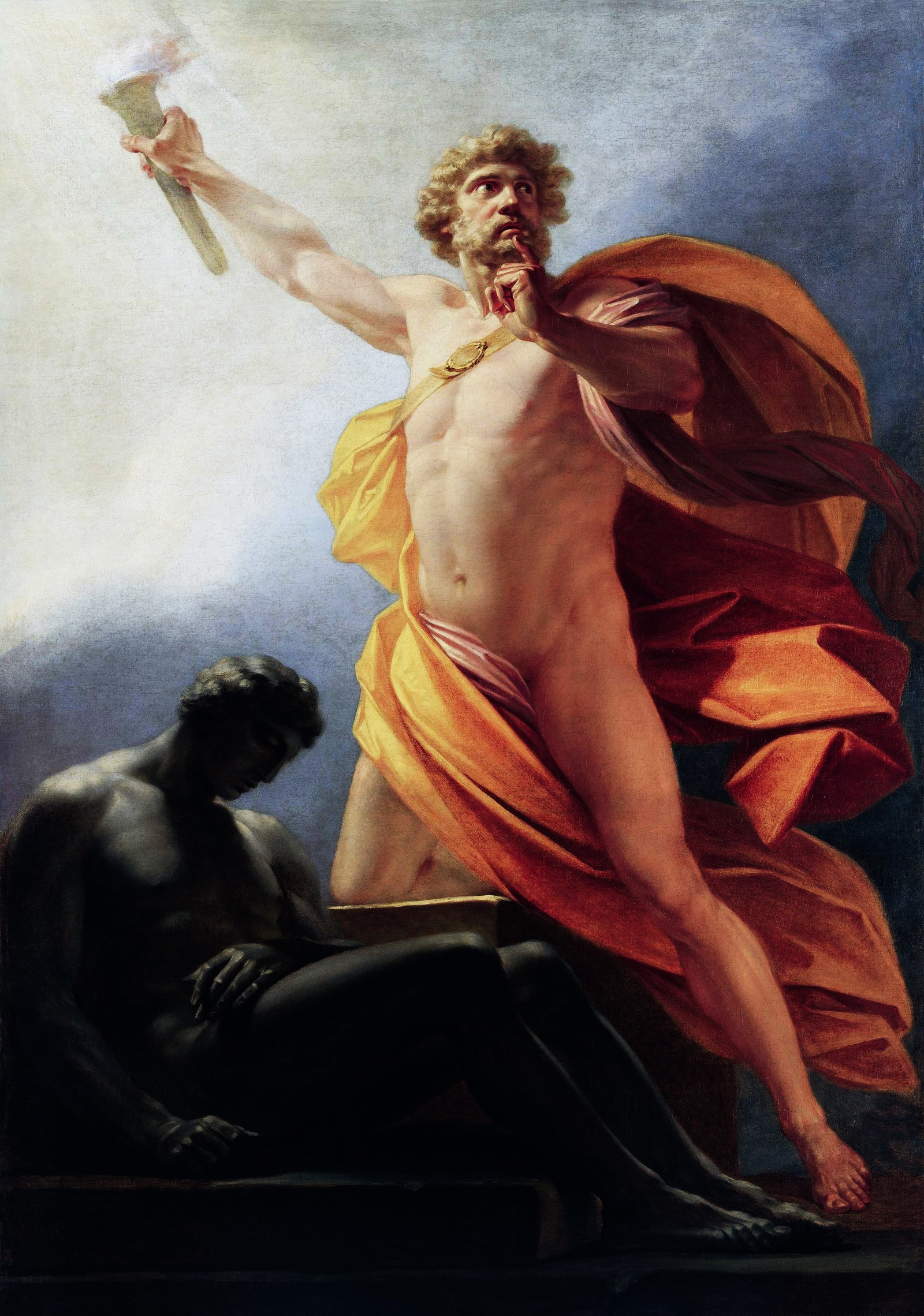
Heinrich Füger: Prométheusz tüzet hoz az embereknek
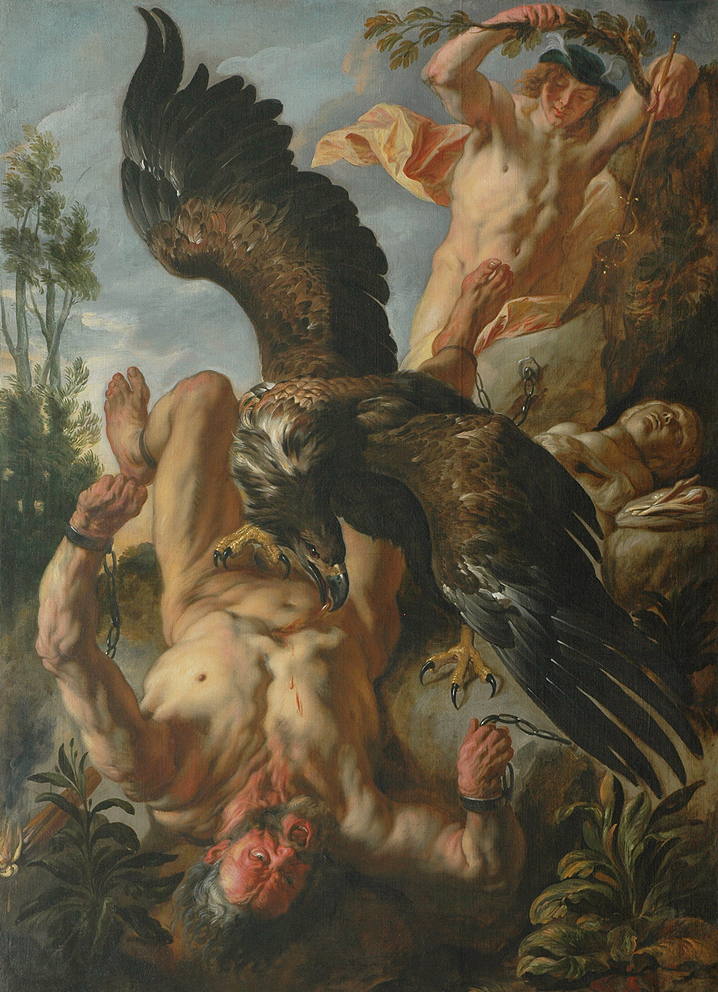
Jacob Jordaens: A leláncolt Prométheusz
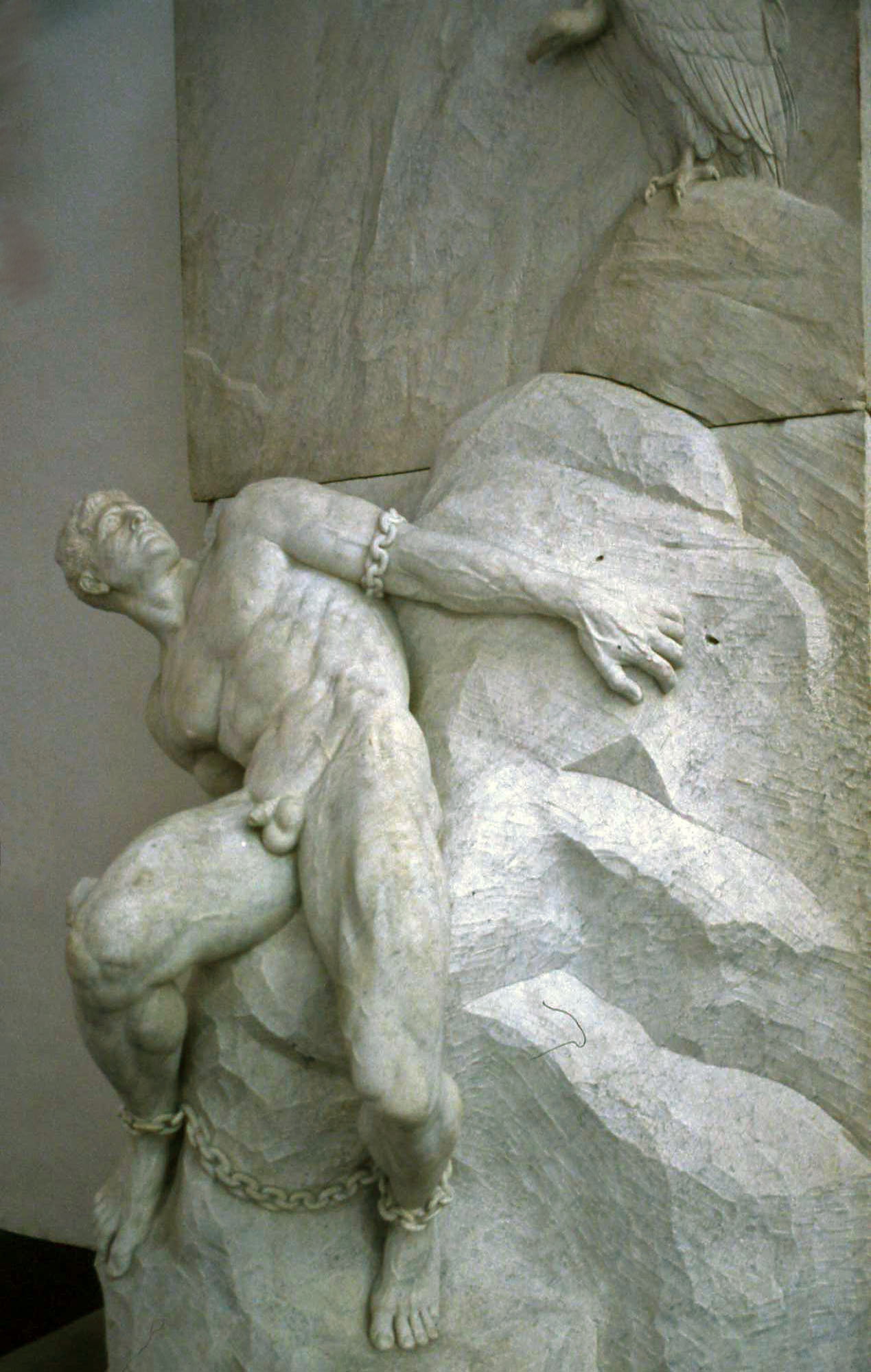
Reinhold Begas: Prométheusz
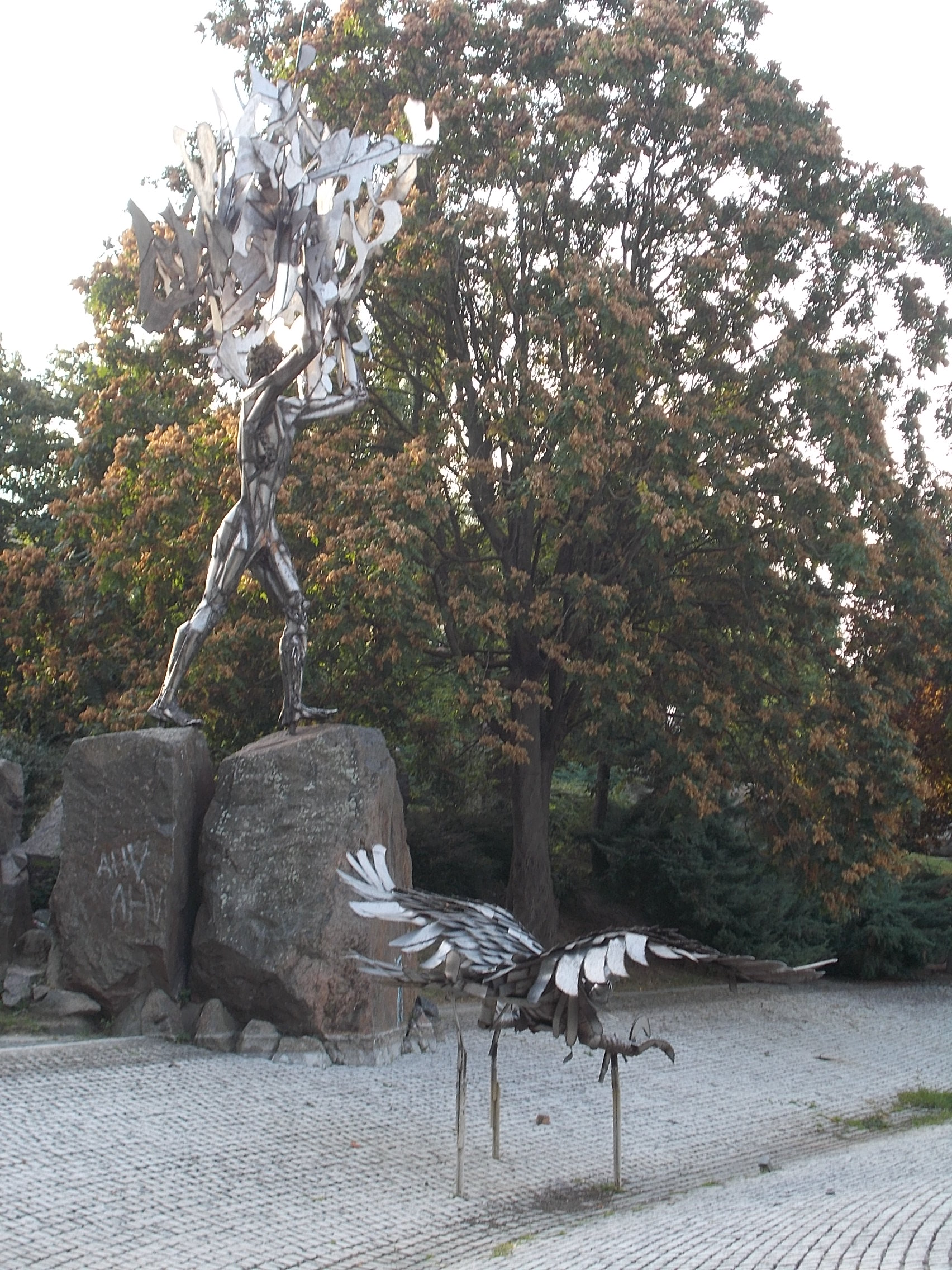
Varga Imre: Prométheusz szoborcsoport
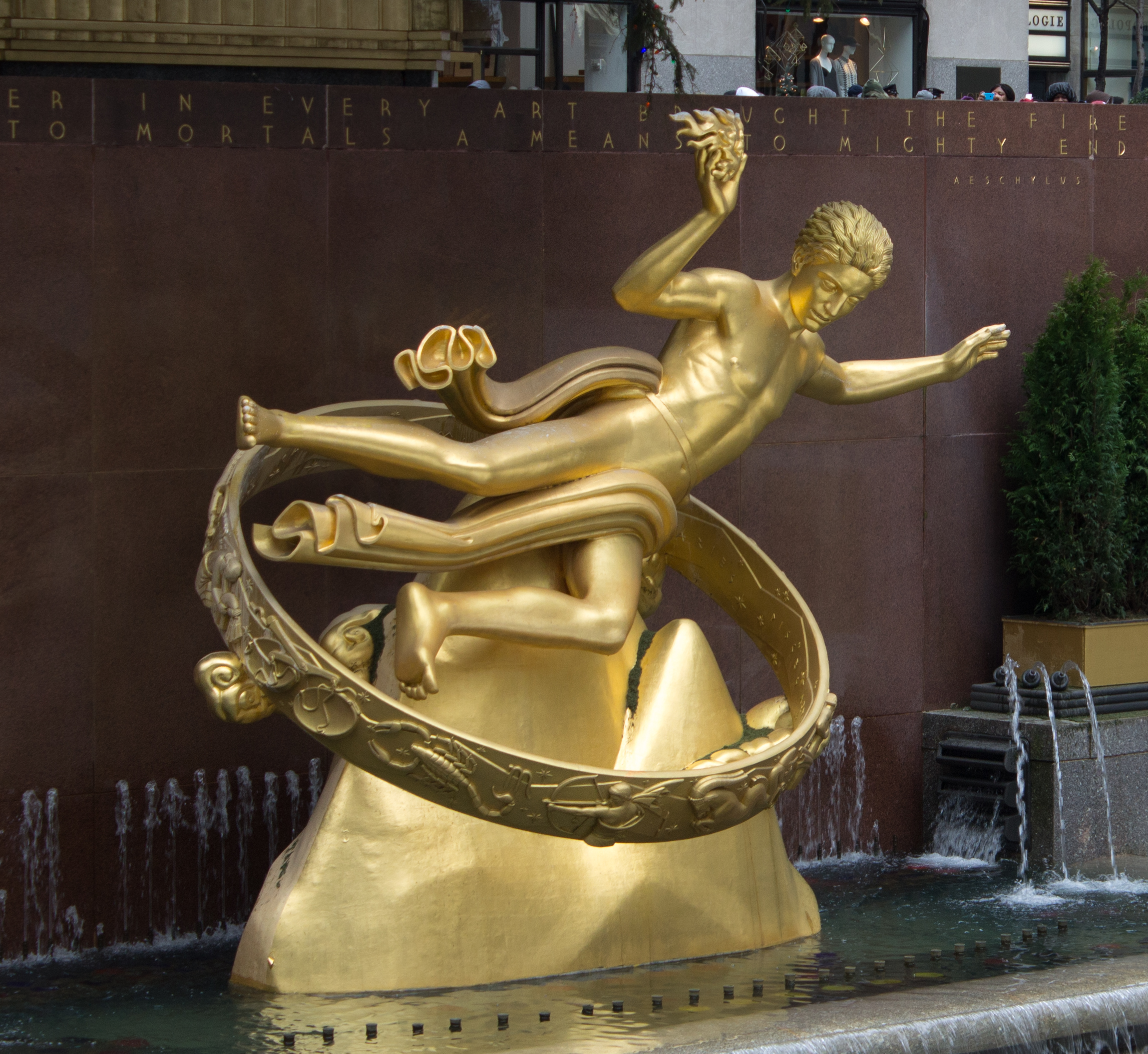
Paul Manship: Prométheusz-szobor Rockefeller Center, New York